# Giacomo Tebaldi
Giacomo Tebaldi (Roma, 1400 - Roma, 4 de setembro de 1466) foi um cardeal do século XV.

## Primeiros anos
Nasceu em Roma, de uma família nobre. Filho de Marco e Ventura Tebaldi. Irmão do médico do Papa Calisto III. Seu sobrenome também está listado como Teobaldi. Foi chamado de Cardeal de Montefeltro ou de S. Anastasia.
Obteve o doutorado em direito civil. Foi governador de Espoleto; e mais tarde, de Perugia.
Recebeu o subdiaconado e nesta ordem foi promovido ao episcopado.

## Episcopado
Eleito bispo de Montefeltro em 5 de junho de 1450. Governador de Perúgia. Governador de Spoleto de setembro de 1455 a novembro de 1456. Promovido à sé metropolitana de Nápoles, 3 de agosto de 1456; renunciou três meses depois, em novembro de 1456.

## Cardinalato
Criado cardeal-presbítero no consistório de 17 de dezembro de 1456; entrou em Roma em 11 de janeiro de 1457 pela porta de S. Maria del Popolo e ali pernoitou; recebeu o chapéu vermelho no dia seguinte e o título de S. Anastácia em 24 de janeiro de 1457. Eleito camerlengo do Sagrado Colégio dos Cardeais para o ano de 1458. Participou do conclave de 1458, que elegeu o Papa Pio II, e do conclave de 1464, que elegeu o Papa Paulo II.
Morreu em Roma em 4 de setembro de 1466, às 16h. Sepultado na igreja de S. Maria sopra Minerva; seu túmulo foi obra de Andrea Bregno e Giovanni Dalmata, 1466.